# Oleksandr Murashko

Oleksandr Oleksándrovich Murashko, en ucraniano: Олекса́ндр Олекса́ндрович Мура́шко, (Kiev, 26 de agostojul./ 7 de septiembre de 1875greg. - Kiev, 14 de junio de 1919) fue un destacado artista ucraniano, ampliamente reconocido por sus pinturas inusualmente expresivas.

## Vida
Murashko nació en Kiev. Su padrastro, Oleksandr Ivanovich Murashko, tenía un taller de pintura de iconos y trabajó en el interior de la Catedral de San Vladimir.
En 1894, por recomendación de varios artistas destacados, ingresó en la Academia Imperial de las Artes de San Petersburgo. En 1896 se convirtió en alumno de Iliá Repin; es uno de los representados en el retrato de grupo de Yelena Makovskaya-Luksch, Los alumnos de Repin. En 1901 viajó al extranjero, visitando Alemania, donde estudió con Anton Ažbe en Múnich, Italia y Francia, donde recibió una gran influencia.
Murashko se convirtió en un artista de éxito; se le ha denominado como «el artista ucraniano más importante de finales de siglo». Su cuadro Carrusel ganó la medalla de oro en la Exposición de Múnich de 1909 y expuso en Venecia, Roma, Ámsterdam, Berlín, Colonia y Düsseldorf.

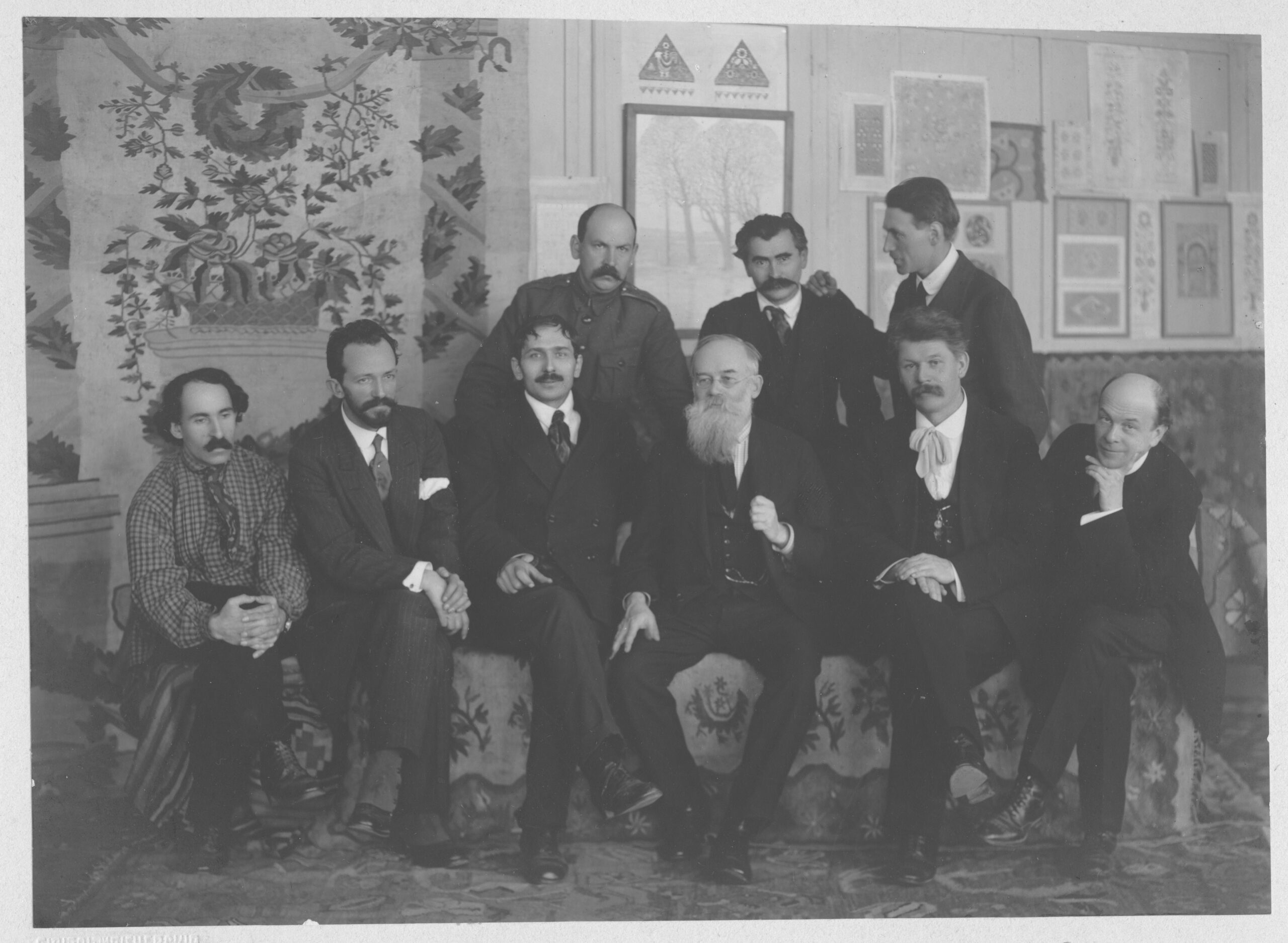
Fundadores de la Academia de Artes de Ucrania, 5 de septiembre de 1917. Sentados: Abraham A. Manievich, Oleksandr Murashko, Fedir Krichevski, Mijailo Hrushevski, Ivan Steshenko, Mikola Burachek. De pie: Heorhi Narbut, Vasil Krichevski, Mijailo Boichuk.

De 1909 a 1912, Murashko enseñó en la Escuela de Arte de Kiev. En 1913 abrió su propio estudio en el rascacielos Ginsburg, donde se formaron muchos jóvenes artistas judíos, entre ellos Mark Epstein. Tuvo una gran influencia en Kazimir Malévich.
Fue un ucraniano patriota, uno de los partidarios del movimiento «Joven Musa», iniciado en 1906 por modernistas que se inspiraron en los avances de otras partes de Europa para hacer más progresista el arte ucraniano. Fundó la Asociación de Artistas de Kiev en 1916 y al año siguiente cofundó la Academia Estatal de Artes de Ucrania.
En 1909, Murashko se casó con Marguerite Kruger, hija de un notario. En 1910, después de la muerte de su padre, compró una pequeña casa en el suburbio de Lukianivka, en Kiev.
En 1919 Kiev fue ocupada por los bolcheviques, que consideraron a Maurashko un kulak y le obligaron a pagar dinero al nuevo gobierno. Posteriormente trataron de enviarlo a un campo de trabajo. El 14 de junio de 1919, mientras estaba paseando por la calle en Kiev, fue atacado por desconocidos, que se lo llevaron supuestamente para comprobar sus documentos. Posteriormente su cuerpo fue encontrado con un tiro en la parte trasera de la cabeza. Se le puede considerar la primera víctima del Renacimiento fusilado. Su funeral tuvo una gran asistencia y fue enterrado en el cementerio de Lukianivski.

## Obra
Originalmente realista al estilo del Peredvízhniki, Murashko pintó más tarde en un estilo impresionista «refinado», influenciado por su estancia en Múnich y París. Su modernismo a su vez influyó en artistas ucranianos posteriores del período del realismo socialista. Sus obras son menos narrativas e inusualmente expresivas para las pinturas ucranianas de la época.

### Selección de pinturas

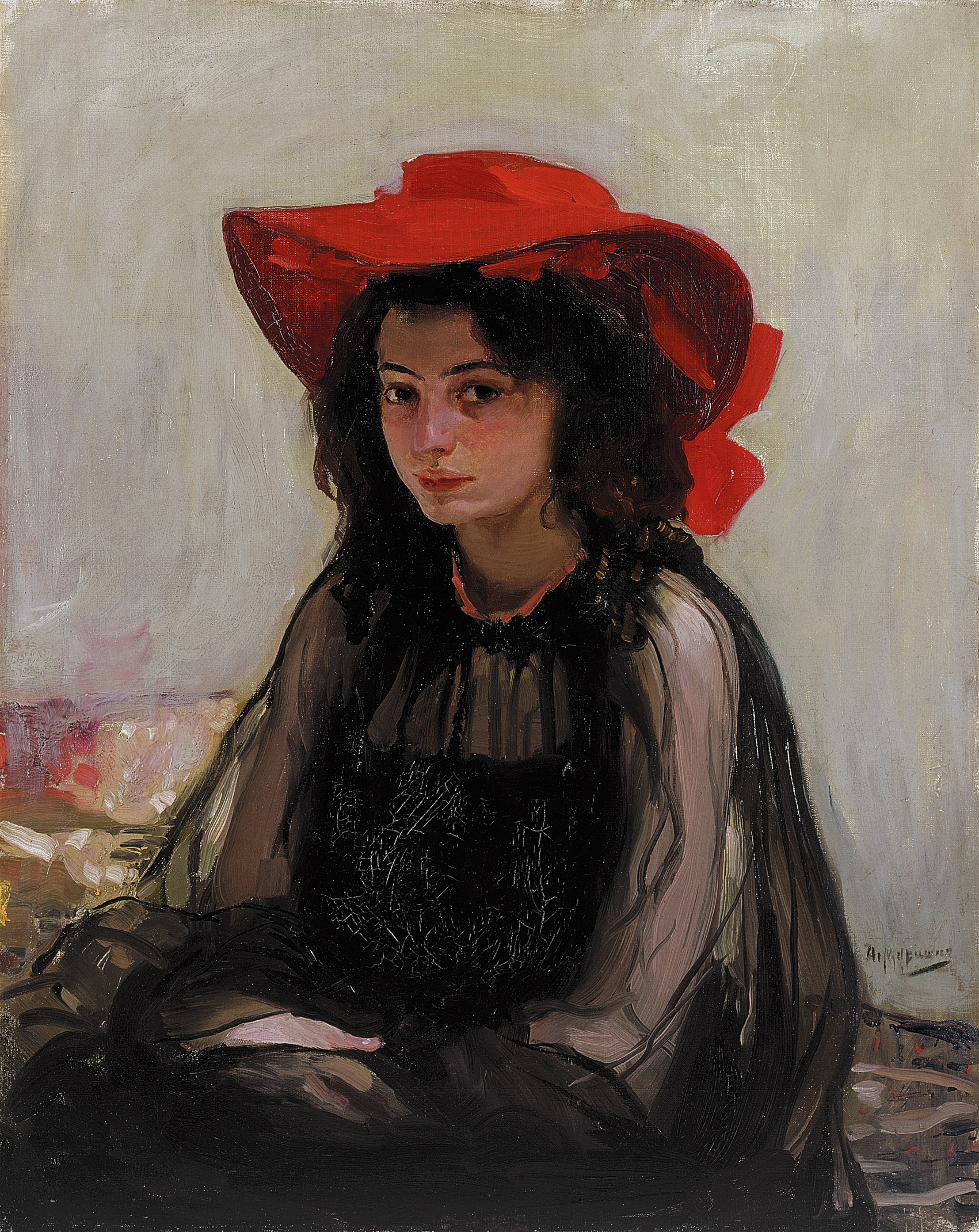
La chica del sombrero rojo (1902&-1903)

- Retrato de Nikolai Petrov, 1897–98
- Retrato de Helena Murashko, 1898–99
- Retrato de Olga Nésterov, 1900
- El funeral del cacique, 1900[16]
- Parisino. En el café, 1902–03
- Chica con sombrero rojo, 1902–03
- Una niña con un perro. Retrato de T. Yazevoyi , 1903 – 04
- Retrato del profesor Adrian Prahova, 1904
- Invierno de 1905
- En el bastidor de bordado. Retrato de Helena Prahova, 1905
- Carrusel, 1906
- En la popa. Retrato de George Murashko, 1906
- Manchas solares. Retrato de George Murashko, 1908
- Retrato de Margarita Murashko, 1909
- La Anunciación, 1909
- Retrato de Ludmilla Kuksin, 1910
- Retrato de Vera Dytyatinoyi, 1910
- Retrato de Vera Yepanchin, 1910
- Junto al estanque. Retrato de Margarita Murashko, 1913
- Familia campesina, 1914
- Lavandera, 1914
- Retrato de una anciana, 1916
- Mujer con flores, 1918
- Autorretrato, 1918

Pinturas de Oleksandr Murashko
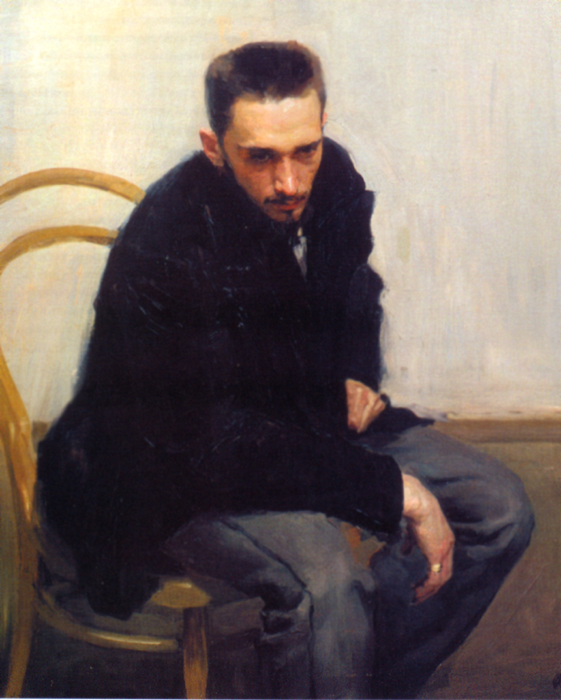
Retrato de Mykola Petrov
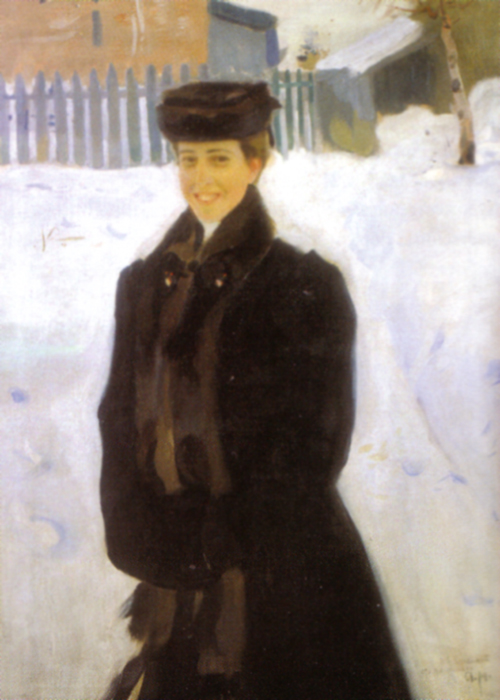
Retrato de Ludmilla Kuksin (1910)
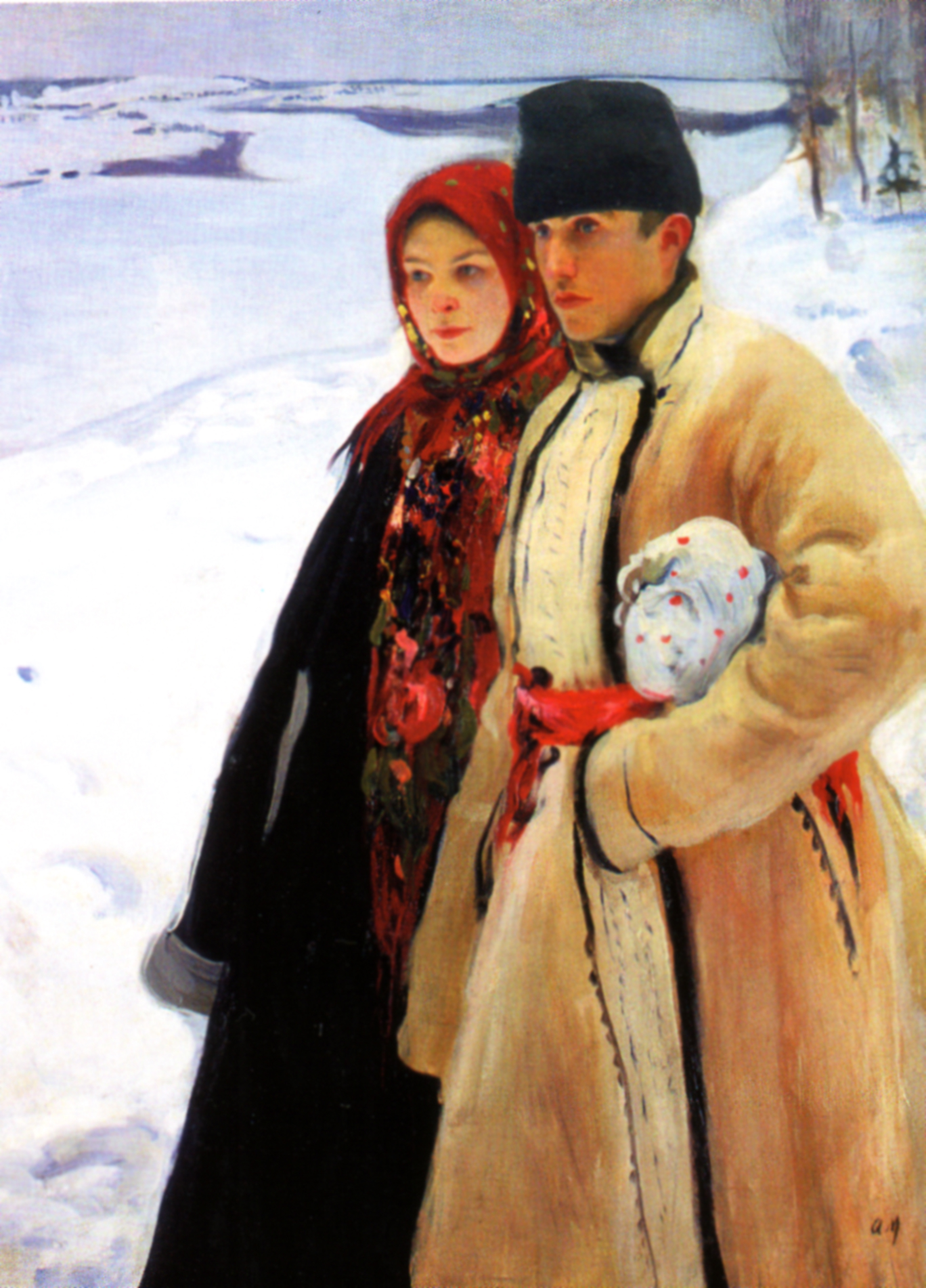
Invierno (1905)
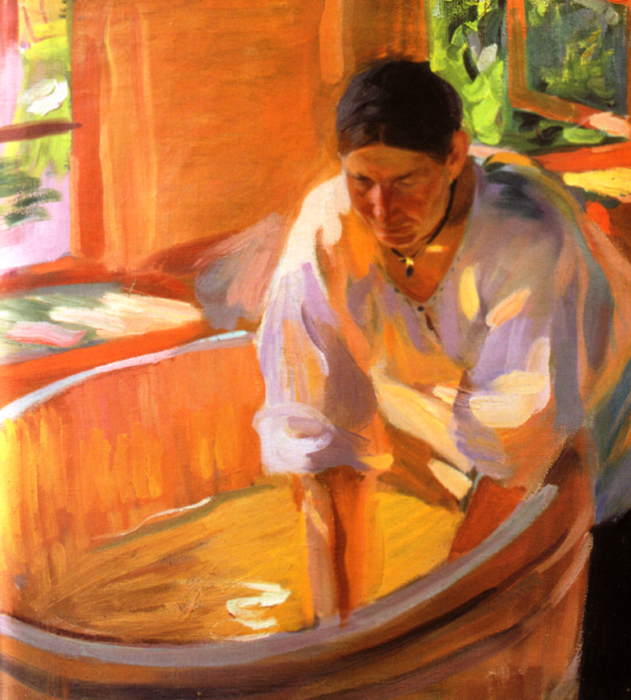
Lavandera (1914)
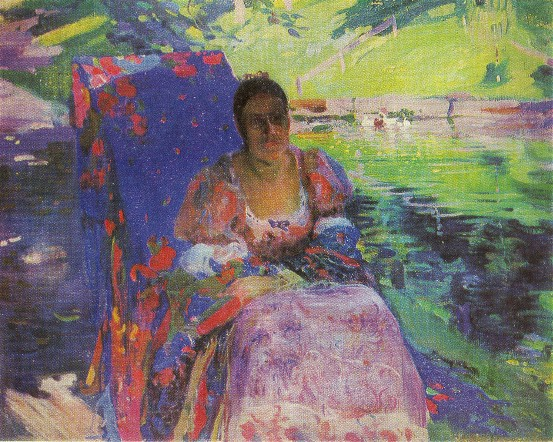
Junto al estanque. Retrato de Margarita Murashko (1913)